# 53910 Jánfischer
53910 Jánfischer è un asteroide della fascia principale. Scoperto nel 2000, presenta un'orbita caratterizzata da un semiasse maggiore pari a 2,4045581 UA e da un'eccentricità di 0,1228341, inclinata di 0,02390° rispetto all'eclittica.
L'asteroide è dedicato al fisico teorico slovacco Ján Fischer.